# Marianne Groß
Marianne Groß-Riedel (* 28. August 1942 in Aschersleben) ist eine deutsche Schauspielerin, Synchronsprecherin sowie Hörspiel- und Hörbuchsprecherin.

## Leben
Groß’ Eltern stammten aus Altenkirchen im Westerwald, verlegten ihren Wohnort jedoch nach Aschersleben in Sachsen-Anhalt, nachdem ihr Vater im dortigen Rathaus eine Anstellung als Stadtinspektor erhalten hatte. Der Empfehlung ihres Vaters folgend absolvierte Groß zunächst eine Lehre als Apothekenhelferin, trat parallel jedoch als Statistin am Düsseldorfer Schauspielhaus auf. In München absolvierte sie eine private Schauspielausbildung bei Ellen Mahlke und gastierte an dortigen Bühnen wie den Münchner Kammerspielen, der Kleinen Komödie und dem Rationaltheater.
Groß ist seit 1979 mit ihrem Kollegen Lutz Riedel verheiratet, die beiden haben zwei Töchter, Anna Maria (* 1981) und Sarah (* 1979), letztere ist ebenfalls als Schauspielerin und Sprecherin tätig.

## Synchronisation
Über einen Kollegen gelangte Groß zu Beginn der 1970er Jahre in die Synchronateliers und übernahm 1973 ihre erste Hauptrolle als deutsche Stimme von Monique van de Ven im niederländischen Filmdrama Türkische Früchte. Einem breiten Fernsehpublikum wurde Groß jedoch vor allem durch die Sitcom Die Bill Cosby Show bekannt, in der sie in acht Staffeln Phylicia Rashād als Claire Hanks-Huxtable synchronisierte, sie synchronisierte Rashād ebenfalls von 2001 bis 2005 in der Sitcom Cosby. Sie ist auch bekannt als deutsche Stimme von Harriet Sansom Harris als Felicia Tilman in Desperate Housewives oder Cherry Jones als Präsidentin Allison Taylor in 24.
Seit Grifters wird Groß häufig für Anjelica Huston besetzt, darunter in Die Addams Family in verrückter Tradition, Die Royal Tenenbaums und Choke – Der Simulant. Infolge einer Erkrankung der Stammsprecherin Regina Lemnitz sprang sie 1990 für die Synchronisation von Whoopi Goldberg in deren oscarprämierter Rolle als Oda Mae Brown in Ghost – Nachricht von Sam ein. Darüber hinaus synchronisierte sie auch Cher (Die Maske, Mondsüchtig oder Tee mit Mussolini), Meryl Streep in (Der Tod steht ihr gut, Am wilden Fluß und Familiensache) oder Gemma Jones in Ich sehe den Mann deiner Träume.

## Dialogbuch und -regie
Ab Mitte der 1970er Jahre verfasste Groß die deutschen Dialogbücher für fremdsprachige Film- und Fernsehproduktionen, so unter anderem für In der Glut des Südens, Eine ganz normale Familie, Ein Mann für gewisse Stunden, Oz – Eine fantastische Welt, Feivel, der Mauswanderer und Ein unmoralisches Angebot. Mit ihrer deutschsprachigen Bearbeitung von Filmdramen wie Philadelphia, Forrest Gump, Shakespeare in Love, Billy Elliot – I Will Dance, Mystic River und J. Edgar, Literaturverfilmungen wie Der Grinch, Tintenherz und Der seltsame Fall des Benjamin Button und animierten Werken wie Spirit – Der wilde Mustang und Corpse Bride – Hochzeit mit einer Leiche, konnte sich Groß einen Namen in der Branche machen; zur Premiere von Philadelphia war Hauptdarsteller Tom Hanks in Berlin. Groß wusste, in welchem Hotel Hanks zu der Zeit lebte, daraufhin ließ sie für Hanks einen Brief hinterlegen, in dem sie den Ablauf der kompletten Synchronisation beschrieb und den wahren Sinn des Filmes erklärte, jedoch befürchtete sie, dass dieser Brief einfach weggeworfen wird, deshalb behauptete sie, er hätte etwas über die Synchronisation wissen wollen. Groß erhielt eine Antwort von Hanks, in dem er schrieb, dass sie eine der wenigen Menschen sei, die den Film verstanden haben. 2003 wurde Groß für den Deutschen Preis für Synchron in der Kategorie Herausragende Synchronregie für das Melodram Dem Himmel so fern nominiert. Im darauffolgenden Jahr wurde sie für die Independentfilme 21 Gramm und In America zweifach ausgezeichnet. Für In America, sowie die Tragikomödie Vergiss mein nicht!, war sie im gleichen Jahr für die Kategorie Herausragendes Synchrondrehbuch nominiert. 2006 und 2008 gehörte Groß der Preisjury an.
Groß war auch an einigen Netflix-Produktionen beteiligt. So schrieb sie das Dialogbuch für die Serie Marseille, bei der sie auch, bei der ersten Staffel, Dialogregie führte. Des Weiteren übernahm sie Dialogbuch und Regie bei der Serie The Politician und führte Dialogregie bei dem Film Die zwei Päpste, für den ihr Ehemann Lutz Riedel das Dialogbuch schrieb. Groß schrieb auch das Dialogbuch für die Serie Unorthodox.

## Hörspiele
Unter der Regie von Ulli Herzog arbeitete Groß von 1980 bis 1989 an der Seite ihres Ehemanns Lutz Riedel in der insgesamt 46-teiligen Jugend-Hörspielserie Jan Tenner, in der sie die weibliche Protagonistin Laura sprach; diese Rolle vertonte sie auch 2019 in einem Comeback. Neben Jürgen Kluckert war sie zudem als Wendys Mutter Heike Thorsteeg in der Hörspieladaption Wendy zu hören. Wechselnde Gastrollen übernahm sie unter anderem in mehreren Episoden der Hörspielserien Geisterjäger John Sinclair, Sherlock Holmes, Lady Bedfort und Ordensschwester Amélie; am 18. April 2009 trat sie in der Rolle der Lady Bedfort live im Osnabrücker Veranstaltungsrestaurant Blue Note mit dem Titel Lady Bedfort und der Mord in der Manege vor 175 Zuschauern auf.
In der Serie Die kleinen Detektive, Regie Joachim von Ullmann, war sie in der Folge 5, der Diamantenraub, als Sieglinde Krüger-Grafenberg zu hören.

## Hörbücher
- 2007: William Hope Hodgson, Paul Busson & Kim Newman: Necrophobia 2: Die besten Horrorgeschichten der Welt, Lübbe Audio/Audible
- 2022: Rahel Levin Varnhagen: Eine Armee haben wie ein General: Aus dem Briefwechsel der Rahel Levin Varnhagen (mit Klaus Nägelen), Der Audio Verlag, ISBN 978-3-7424-2355-9

## Sprechrollen (Auswahl)
Anjelica Huston
- 1990: Grifters als Lilly Dillon
- 1990: Hexen hexen als Miss Eva Ernst / Oberhexe
- 1993: Die Addams Family in verrückter Tradition als Morticia Adams
- 1993: Szenen einer Familie als Lainey Eberlin
- 1995: Die Perez Familie als Carmela Perez
- 1998: Auf immer und ewig als Rodmilla de Ghent
- 2000: The Golden Bowl als Fanny Assingham
- 2004: Alice Paul – Der Weg ins Licht als Carrie Chapman Catt
- 2004: Die Tiefseetaucher als Eleanor Zissou
- 2007: Darjeeling Limited als Patricia Whitman
- 2008–2010: Medium – Nichts bleibt verborgen (Fernsehserie) als Cynthia Keener
- 2010: Huff – Reif für die Couch (Fernsehserie) als Dr. Lena Markova
- 2013: Smasha (Fernsehserie) ls Eileen Rand
- 2019: Angie Tribeca als Anna Summour
- 2019: John Wick: Kapitel 3 als Direktorin
- 2021: The French Dispatch als Erzählerin

Cher
- 1985: Die Maske als Florence "Rusty" Dennis
- 1987: Mondsüchtig als Loretta Castorini
- 1987: Suspect – Unter Verdacht als Kathleen Riley
- 1990: Meerjungfrauen küssen besser als Rachel Flax
- 1996: Haus der stummen Schreie als Dr. Beth Thompson
- 1996: Der Hochzeitstag als Margaret Connor
- 1999: Tee mit Mussolini als Elsa Morganthal Strauss–Armistan
- 2010: Burlesque als Tess
- 2018: Mamma Mia! Here We Go Again als Ruby Sheridan

Cherry Jones
- 2002: Die göttlichen Geheimnisse der Ya–Ya–Schwestern als Grandma Abbott
- 2009: Amelia als Eleanor Roosevelt
- 2009–2010: 24 (Fernsehserie) als Präsidentin Allison Taylor
- 2011: Happy New Year als Mrs. Rose Ahern
- 2015: I Saw the Light als Lillie Williams
- 2017: The Party als Martha
- 2018: Der verlorene Sohn als Dr. Muldoon
- 2019: Wine Country als Miss Sunshine
- 2019, 2023: Succession als Nan Pierce
- 2020: Verschwiegen als Joanna Kline
- 2022: Über mir der Himmel als Gram Walker
- 2022: The Eyes of Tammy Faye als Rachel Grover
- 2023: Poker Face als Laura

Phylicia Rashād
- 1987–1992: Die Bill Cosby Show (Fernsehserie) als Clair Hanks Huxtable
- 1998: Ein Besseres Leben als Desiree
- 2001: Cosby (Fernsehserie) als Ruth Lucas
- 2012: Steel Magnolias als Clairee
- 2015: Creed als Mary Anne Creed
- 2018: Creed 2 als Mary Anne Creed
- 2019–2022: This Is Us (Fernsehserie) als Carol Clarke
- 2020: A Fall from Grace als Sarah Miller
- 2020: Black Box als Dr. Lilian Brooks
- 2020: Jingle Jangle Journey: Abenteuerliche Weihnachten! als Großmutter Journey
- 2020: Soul als Libba
- 2023: Creed 3 als Mary Anne Creed
- 2023: The Good Fight als Renetta Clark
- 2024: The Beekeeper als Eloise Parker

Stockard Channing
- 1998: Im Zwielicht als Det. Lt. Verna Hollander
- 2002: Leben oder so ähnlich als Deborah

Vera Göpfert
- 2012: Der Gründer als Angela Atoma
- 2019: Patchwork Gangsta als Frau Stulte
- 2019: Trolls World als Frau Herman

 Caroline Goodall
- 2006: Herr der Diebe als Ida
- 2013: The White Queen als Herzogin Cecily
- 2017: The White Princess als Herzogin Cecily

Gemma Jones
- 2010: Ich sehe den Mann deiner Träume als Helena Shepridge
- 2019, 2022: Gentleman Jack (Fernsehserie) als Tante Anne Lister

JoBeth Williams
- 1982: Poltergeist als Diane Freeling
- 1983: Der große Frust als Karen Bowens

Meryl Streep
- 1992: Der Tod steht ihr gut als Madeline Ashton (Sprache)
- 1994: Am wilden Fluß als Gail Hartman
- 1998: Familiensache als Kate Gulden

Kathleen Quinlan
- 2004: Tödliche Liebe – Das Geheimnis von Avalon als Beth Hytner
- 2006: The Hills Have Eyes – Hügel der blutigen Augen als Ethel Carter

Harriet Sansom Harris
- 2005: Das Schwiegermonster als Therapeutin
- 2005–2006/2011: Desperate Housewives (Fernsehserie) als Felicia Tilman

Loretta Devine
- 1988: Der Fall Mary Phagan als Annie Maude Carter
- seit 2019: Familienanhang (Fernsehserie) als M Dear

### Filme
- 1970: Geliebte Christa – Stewardessen lieben heiß – Birte Tove als Christa
- 1972: Frogs – Mae Mercer als Maybelle
- 1974: Fluchtpunkt Marseille – Barbara Sommers als Sally
- 1975: Das Mädchen Keetje Tippel – Monique van de Ven als Keetje Tippel
- 1976: Draculas Todesrennen – Sue Lyon als Kim Denne
- 1977: Die letzte Flut – Olivia Hamnett als Annie Burton
- 1978: Eine einfache Geschichte – Éva Darlan als Anna
- 1979: Buck Rogers – Pamela Hensley als Prinzessin Ardala
- 1980: Willie & Phil – Margot Kidder als Jeannette Sutherland
- 1980: Blues Brothers – Carrie Fisher als Ex-Verlobte
- 1981: Ein jeglicher wird seinen Lohn empfangen … – Nicole Garcia als Anne Meyer
- 1981: Halloween II – Das Grauen kehrt zurück – Tawny Moyer als Jill Franco
- 1985: Oz – Eine fantastische Welt – Jean Marsh als Schwester Wilson / Mombi
- 1986: Wildrose – Lisa Eichhorn als June Lorich
- 1989: Verbrechen und andere Kleinigkeiten – Caroline Aaron als Babs
- 1990: Alice – Julie Kavner als Architektin
- 1991: Der Doktor – Ein gewöhnlicher Patient – Christine Lahti als Anne MacKee
- 1993: Gilbert Grape – Irgendwo in Iowa – Darlene Cates als Bonnie Grape
- 1995: The West Side Rhythm – Liza Minnelli als Cara
- 1996: Ich liebe deine Frau – Bibi Besch als Cynthia
- 1997: Das mörderische Klassenzimmer – Denise Dowse als Detective Pruitt
- 1998: Shakespeare in Love – Jill Baker als Lady de Lesseps
- 2000: Erin Brockovich – Irene Olga Lopez als Mrs. Morales
- 2002: Mister Sister – Eine Drag Queen in der Liga – Annie Corley als Coach Rivers
- 2003: Mein Haus in Umbrien – Lynn Swanson als Francine Riversmith
- 2005: Schwule Mütter ohne Nerven – Mercedes Sampietro als Helena
- 2008: Sex and the City – Der Film – Lorna Kelly als Versteigerin bei Christie's
- 2009: So gut wie tot – Dead Like Me: Der Film – Christine Willes als Delores Herbig
- 2012: Die Legende von Mor'du – Julie Walters als Die Hexe
- 2015: Northpole: Weihnachten steht vor der Tür – Marcia Bennett als Betty
- 2015: The Visit – Deanna Dunagan als Oma
- 2015: Mad Max: Fury Road – Gillian Jones als V-Gillian
- 2015: Star Wars: Das Erwachen der Macht – Harriet Walter als Dr. Kalonia
- 2018: Venom – Ellen Gerstein als Mrs. Manfredi
- 2019: Es Kapitel 2 – Joan Gregson als Mrs. Kersh
- 2020: Mulan – Cheng Pei Pei als Heiratsvermittlerin
- 2022: Rot – Wai Ching als Wu Lee
- 2023: Indiana Jones und das Rad des Schicksals – Anna Francolini als Mandy
- 2023: In voller Blüte – Glenda Jackson als Irene Jordan

### Serien
- 1979: Kaz & Co – Linda Carlson als Katie McKenna
- 1983: Hart aber herzlich – Anne Helm als Eve Hemstead
- 1986: Trio mit vier Fäusten – Lenore Kasdorf als Annie Chambers
- 1994: Raumschiff Enterprise – Das nächste Jahrhundert – Whoopi Goldberg als Guinan
- 2014–2016: Blutsbande – Stina Ekblad als Anna–Lisa Waldemar
- 2019: The Politician – Judith Light als Dede Standish
- 2020: Hawaii Five-0 – Patty McCormack als Tabitha May
- 2021: Lupin – Bérangère Dautun als Agathe van der Meulen
- 2021: Navy CIS: L.A. – Angela Elayne Gibbs als Ellen
- 2021: Rebel – Mary McDonnell als Helen Peterson
- 2021: Goliath – Beth Grant als Richterin Meredith Caplan Reiss

## Auszeichnungen (Auswahl)
- 2004: Deutscher Preis für Synchron in der Kategorie „Herausragende Synchronregie“ für 21 Gramm und In America